# Josep Pallarès Marzal
Josep Pallarès Marzal (el Perelló, 1967) és un catedràtic de Tecnologia Electrònica i investigador de la Universitat Rovira i Virgili. Llicenciat en ciències físiques per la Universitat de Barcelona (UB) i doctorat per la Universitat Politècnica de Catalunya (UPC). Va realitzar una estada post-doctoral d'un any a la Universitat d'Utrecht (UU, Països Baixos). És membre del grup de recerca consolidat Nanoelectronics and Photonics Systems (NePhoS).
A la URV, va ser director del Departament d'Enginyeria Electrònica, Elèctrica i Automàtica (2000-2006), vicerector de Transferència i Innovació (2006-2008), vicerector de Personal Docent i Investigador (2008-2014) i vicerector de Política Acadèmica i del PDI (2014-2016). Va ser director general d'Universitats i director general de Planificació d'Universitats i Recerca de la Generalitat de Catalunya (2016-2019).
Ha participat de forma contínua en més de 20 projectes de recerca competitius i ha estat investigador principal en projectes de recerca competitius (Plan Nacional, CONSOLIDER, 7PM), en l'àmbit dels dispositius semiconductors optoelectrònics avançats. Ha dirigit 10 tesis doctorals i ha publicat més de 100 articles en revistes internacionals indexades.
Des del 2022 és rector de la Universitat Rovira i Virgili.